# Jaker Ali
Jaker Ali Anik (bengalisch জাকের আলী অনিক; * 22. Februar 1998 in Bangladesch) ist ein bangladeschischer Cricketspieler, der seit 2023 für die bangladeschische Nationalmannschaft spielt.

## Kindheit und Ausbildung
Seine Schwester arbeitet als Journalistin.

## Aktive Karriere
Jaker gab sein First-Class-Debüt für Sylhet Division (Cricketteam) in der Saison 2016/17. Dort konnte er sich etablieren und wurde in der Saison 2022 in die A-Nationalmannschaft für eine Tour in den West Indies berufen. Im März 2023 wurde er in den Kader für die Tour gegen Irland berufen, kam dort jedoch nicht zum Einsatz. Sein Twenty20-Debüt für die nationalmannschaft folgte dann bei den Asienspielen im Oktober 2023 gegen Malaysia. Im März 2024 erzielte er sein erstes Fifty über 68 Runs bei der Tour gegen Sri Lanka. In der Folge wurde er für den ICC Men’s T20 World Cup 2024 normiert.